# Tuomas Tarkki
Tuomas Tarkki (né le 28 février 1980 à Rauma en Finlande) est un joueur professionnel finlandais de hockey sur glace. Il évolue au poste de gardien de but. Il est le frère d'Iiro Tarkki.

## Biographie

### Carrière en club
Formé au Lukko Rauma, il part en Amérique du Nord en 2001. Il évolue quatre saisons dans le Championnat NCAA avec les Wildcats de Northern Michigan. Il passe professionnel en 2005 avec les Gladiators de Gwinnett dans l'ECHL. Un an plus tard, il signe au Kärpät Oulu. L'équipe remporte la SM-liiga 2007 et 2008.

### Carrière internationale
Il représente la Finlande au niveau international.

## Trophées et honneurs personnels

### SM-liiga
- 2006-2007 : meilleur pourcentage d'arrêts.
- 2007-2008 : meilleure moyenne de buts alloués.
- 2006-2007 : remporte le Trophée Urpo-Ylönen.
- 2006-2007 : nommé dans l'équipe type.
- 2007-2008 : meilleur pourcentage d'arrêts.
- 2007-2008 : remporte le Trophée Jari-Kurri.
- 2007-2008 : remporte le Trophée Urpo-Ylönen.
- 2007-2008 : nommé dans l'équipe type.